# میشل فایفر (ترانه)
«میشل فایفر» (به انگلیسی: Michelle Pfeiffer) نخستین تک‌آهنگ از خواننده-ترانه‌پرداز آمریکایی اتل کین به‌همراهٔ رپر آمریکایی لیل آرون است که نامش برگرفته از هنرپیشه‌ای به همین نام می‌باشد. این ترانه در ۱۱ فوریهٔ سال ۲۰۲۱ به‌عنوان تک‌آهنگ اصلی سومین ئی‌پی کین تحت عنوان درون‌آمیزی از سوی ناشر موسیقی وی که داترز او کین نام دارد، منتشر گردید.